# 6.ª etapa da Volta a Espanha de 2021
A 6.ª etapa da Volta a Espanha de 2021 teve lugar a 19 de agosto de 2021 entre Requena e Cullera sobre um percurso de 158,3 km e foi vencida pelo dinamarquês Magnus Cort da equipa EF Education-NIPPO. O esloveno Primož Roglič da equipa Jumbo-Visma recuperou a liderança da prova.

## Classificação da etapa
| Requena - Cullera | etapa escarpada | (158,3 km) |

| \| Classificação por etapas \| Classificação por etapas \| Classificação por etapas \| Classificação por etapas \| Classificação por etapas \| \| Ciclista \| Ciclista \| Equipe \| Tempo \| \| \| ------------------------ \| ------------------------ \| ------------------------ \| ------------------------ \| ------------------------ \| \| 1. \| Magnus Cort \| EF Education-Nippo \| 3h30m53s \| \| \| 2. \| Primož Roglič \| Jumbo-Visma \| + 0s \| \| \| 3. \| Andrea Bagioli \| Deceuninck-Quick Step \| + 2s \| \| \| 4. \| Aleksandr Vlasov \| Astana-Premier Tech \| + 4s \| \| \| 5. \| Enric Mas \| Movistar Team \| + 4s \| \| \| 6. \| Michael Matthews \| BikeExchange \| + 6s \| \| \| 7. \| Egan Bernal \| Ineos Grenadiers \| + 8s \| \| \| 8. \| Alejandro Valverde \| Movistar Team \| + 8s \| \| \| 9. \| Miguel Ángel López \| Movistar Team \| + 9s \| \| \| 10. \| Felix Großschartner \| Bora-Hansgrohe \| + 16s \| \| |                     |                       |          |
| |                     |                       |          |
| Fonte: ProCyclingStats |                     |                       |          |
| Classificação por etapas |                     |                       |          |
| Ciclista | Ciclista            | Equipe                | Tempo    |
| 1. | Magnus Cort         | EF Education-Nippo    | 3h30m53s |
| 2. | Primož Roglič       | Jumbo-Visma           | + 0s     |
| 3. | Andrea Bagioli      | Deceuninck-Quick Step | + 2s     |
| 4. | Aleksandr Vlasov    | Astana-Premier Tech   | + 4s     |
| 5. | Enric Mas           | Movistar Team         | + 4s     |
| 6. | Michael Matthews    | BikeExchange          | + 6s     |
| 7. | Egan Bernal         | Ineos Grenadiers      | + 8s     |
| 8. | Alejandro Valverde  | Movistar Team         | + 8s     |
| 9. | Miguel Ángel López  | Movistar Team         | + 9s     |
| 10. | Felix Großschartner | Bora-Hansgrohe        | + 16s    |

## Classificações ao final da etapa

### Classificação geral
| \| Classificação geral \| Classificação geral \| Classificação geral \| Classificação geral \| Classificação geral \| \| Ciclista \| Ciclista \| Equipe \| Tempo \| \| \| ------------------- \| ------------------- \| ------------------- \| ------------------- \| ------------------- \| \| 1. \| Primož Roglič \| Jumbo-Visma \| 21h04m49s \| \| \| 2. \| Enric Mas \| Movistar Team \| + 25s \| \| \| 3. \| Miguel Ángel López \| Movistar Team \| + 36s \| \| \| 4. \| Alejandro Valverde \| Movistar Team \| + 41s \| \| \| 5. \| Egan Bernal \| Ineos Grenadiers \| + 41s \| \| \| 6. \| Aleksandr Vlasov \| Astana-Premier Tech \| + 53s \| \| \| 7. \| Giulio Ciccone \| Trek-Segafredo \| + 58s \| \| \| 8. \| Lilian Calmejane \| AG2R Citroën Team \| + 1m04s \| \| \| 9. \| Mikel Landa \| Bahrain Victorious \| + 1m12s \| \| \| 10. \| Fabio Aru \| Qhubeka NextHash \| + 1m17s \| \| |                    |                     |           |
| |                    |                     |           |
| Fonte: ProCyclingStats |                    |                     |           |
| Classificação geral |                    |                     |           |
| Ciclista | Ciclista           | Equipe              | Tempo     |
| 1. | Primož Roglič      | Jumbo-Visma         | 21h04m49s |
| 2. | Enric Mas          | Movistar Team       | + 25s     |
| 3. | Miguel Ángel López | Movistar Team       | + 36s     |
| 4. | Alejandro Valverde | Movistar Team       | + 41s     |
| 5. | Egan Bernal        | Ineos Grenadiers    | + 41s     |
| 6. | Aleksandr Vlasov   | Astana-Premier Tech | + 53s     |
| 7. | Giulio Ciccone     | Trek-Segafredo      | + 58s     |
| 8. | Lilian Calmejane   | AG2R Citroën Team   | + 1m04s   |
| 9. | Mikel Landa        | Bahrain Victorious  | + 1m12s   |
| 10. | Fabio Aru          | Qhubeka NextHash    | + 1m17s   |

### Classificação por pontos
| Classificação por pontos | Classificação por pontos | Classificação por pontos | Classificação por pontos | Classificação por pontos |
| Ciclista                 | Ciclista                 | Equipe                   | Pontos                   |                          |
| ------------------------ | ------------------------ | ------------------------ | ------------------------ | ------------------------ |
| 1.                       | Jasper Philipsen         | Alpecin-Fenix            | 131 pts                  |                          |
| 2.                       | Fabio Jakobsen           | Deceuninck-Quick Step    | 130 pts                  |                          |
| 3.                       | Magnus Cort              | EF Education-Nippo       | 67 pts                   |                          |
| 4.                       | Michael Matthews         | BikeExchange             | 58 pts                   |                          |
| 5.                       | Primož Roglič            | Jumbo-Visma              | 54 pts                   |                          |
| 6.                       | Alex Aranburu            | Astana-Premier Tech      | 52 pts                   |                          |
| 7.                       | Arnaud Démare            | Groupama-FDJ             | 50 pts                   |                          |
| 8.                       | Alberto Dainese          | Team DSM                 | 43 pts                   |                          |
| 9.                       | Piet Allegaert           | Cofidis                  | 37 pts                   |                          |
| 10.                      | Juan Sebastián Molano    | UAE Team Emirates        | 36 pts                   |                          |

### Classificação da montanha
| Classificação da montanha | Classificação da montanha | Classificação da montanha          | Classificação da montanha | Classificação da montanha |
| Ciclista                  | Ciclista                  | Equipe                             | Pontos                    |                           |
| ------------------------- | ------------------------- | ---------------------------------- | ------------------------- | ------------------------- |
| 1.                        | Rein Taaramäe             | Intermarché-Wanty-Gobert Matériaux | 10 pts                    |                           |
| 2.                        | Kenny Elissonde           | Trek-Segafredo                     | 7 pts                     |                           |
| 3.                        | Joe Dombrowski            | UAE Team Emirates                  | 6 pts                     |                           |
| 4.                        | Tobias Bayer              | Alpecin-Fenix                      | 5 pts                     |                           |
| 5.                        | Sepp Kuss                 | Jumbo-Visma                        | 3 pts                     |                           |
| 6.                        | Magnus Cort               | EF Education-Nippo                 | 3 pts                     |                           |
| 7.                        | Lilian Calmejane          | AG2R Citroën Team                  | 3 pts                     |                           |
| 8.                        | Antonio Jesús Soto        | Euskaltel-Euskadi                  | 3 pts                     |                           |
| 9.                        | Primož Roglič             | Jumbo-Visma                        | 2 pts                     |                           |
| 10.                       | Sep Vanmarcke             | Israel Start-Up Nation             | 2 pts                     |                           |

### Classificação dos jovens
| Classificação dos jovens | Classificação dos jovens | Classificação dos jovens | Classificação dos jovens | Classificação dos jovens |
| Ciclista                 | Ciclista                 | Equipe                   | Tempo                    |                          |
| ------------------------ | ------------------------ | ------------------------ | ------------------------ | ------------------------ |
| 1.                       | Egan Bernal              | Ineos Grenadiers         | 21h05m30s                |                          |
| 2.                       | Aleksandr Vlasov         | Astana-Premier Tech      | + 12s                    |                          |
| 3.                       | Juan Pedro López         | Trek-Segafredo           | + 1m24s                  |                          |
| 4.                       | Gino Mäder               | Bahrain Victorious       | + 1m32s                  |                          |
| 5.                       | Tobias Bayer             | Alpecin-Fenix            | + 1m57s                  |                          |
| 6.                       | Clément Champoussin      | AG2R Citroën Team        | + 2m03s                  |                          |
| 7.                       | Mark Padun               | Bahrain Victorious       | + 2m04s                  |                          |
| 8.                       | Simon Carr               | EF Education-Nippo       | + 2m12s                  |                          |
| 9.                       | Jefferson Cepeda         | Caja Rural-Seguros RGA   | + 2m13s                  |                          |
| 10.                      | Gotzon Martín            | Euskaltel-Euskadi        | + 3m18s                  |                          |

### Classificação por equipas
| Classificação por equipes | Classificação por equipes | Classificação por equipes | Classificação por equipes |
| Equipe                    | Equipe                    | Tempo                     |                           |
| ------------------------- | ------------------------- | ------------------------- | ------------------------- |
| 1.                        | Movistar Team             | 63h16m06s                 |                           |
| 2.                        | Ineos Grenadiers          | + 1m32s                   |                           |
| 3.                        | UAE Team Emirates         | + 1m39s                   |                           |
| 4.                        | Bahrain Victorious        | + 2m07s                   |                           |
| 5.                        | AG2R Citroën Team         | + 3m57s                   |                           |
| 6.                        | EF Education-Nippo        | + 5m19s                   |                           |
| 7.                        | Jumbo-Visma               | + 5m20s                   |                           |
| 8.                        | Trek-Segafredo            | + 5m59s                   |                           |
| 9.                        | Astana-Premier Tech       | + 6m04s                   |                           |
| 10.                       | Caja Rural-Seguros RGA    | + 8m20s                   |                           |

## Abandonos
Nenhum.